# Lista de episódios de Os Vingadores: Os Super-Heróis mais Poderosos da Terra
Abaixo segue uma lista de episódios de The Avengers: Earth's Mightiest Heroes (no Brasil, Os Vingadores: Os Super Heróis mais Poderosos da Terra). A série é baseada na equipe de super-heróis Vingadores da Marvel Comics. Uma micro-série de 20 partes focando na história de cada herói estreou em setembro de 2010 na Disney XD. A série estreou no mesmo canal nos Estados Unidos em 20 de outubro de 2010 (4 de novembro no Brasil). A segunda temporada estreou em 1 de abril de 2012 (5 de maio no Brasil).

## Visão geral da série
| Temporada | Temporada | Episódios | Exibido originalmente  | Exibido originalmente                                                 |
| Temporada | Temporada | Episódios | Estreia de temporada   | Final de temporada                                                    |
| --------- | --------- | --------- | ---------------------- | --------------------------------------------------------------------- |
|           | 0         | 20        | 29 de setembro de 2010 | 11 de outubro de 2010 (online) 15 de outubro de 2010 (Estados Unidos) |
|           | 1         | 26        | 20 de outubro de 2010  | 12 de abril de 2011 (Austrália) 26 de junho de 2011 (Estados Unidos)  |
|           | 2         | 26        | 1 de abril de 2012     | 28 de junho de 2012 (Austrália) 11 de novembro de 2012 (EUA)          |

## Micro-série (2010)
Uma micro-série, consistida de 20 "micro-episódios" de cinco minutos e meio, criada a partir de imagens dos episódios da primeira temporada, estreou online e na Disney XD em 22 de setembro de 2010 nos EUA. O produtor supervisor da série Josh Fine disse que o objetivo era o de "explorar os membros individuais da equipe em suas próprias aventuras". O último micro-episódio foi ao ar online em 11 de outubro de 2010 e na Disney XD estadunidense, a 15 de outubro.
| # | Título                                                                   | Diretor(es)      | Roteirista(s)             | Estreia original                                                                  | Código de produção |
| --- | ------------------------------------------------------------------------ | ---------------- | ------------------------- | --------------------------------------------------------------------------------- | ------------------ |
| 001 | ""O Nascimento do Homem de Ferro" (Iron Man Is Born!)"                   | Vinton Heuck     | Brandon Auman             | 22 de setembro de 2010 (EUA)                                                      | 001                |
| Homem de Ferro salva líderes mundiais de um ataque da Hidra às Nações Unidas. Apresentando as personagens: Homem de Ferro, James Rhodes, Pepper Potts, J.A.R.V.I.S., Hidra, Ultimo |                                                                          |                  |                           |                                                                                   |                    |
| 002 | ""A Chegada do Hulk" (The Coming of the Hulk)"                           | Sebastian Montes | Kevin Burke & Chris Wyatt | 23 de setembro de 2010 (online) 11 de outubro de 2010 (EUA)                       | 003a               |
| Bruce Banner confronta o Homem-Absorvente fazendo se transformar no Hulk. Apresentando as personagens: Hulk, Thunderbolt Ross, Homem-Absorvente |                                                                          |                  |                           |                                                                                   |                    |
| 003 | ""O Homem no Formigueiro" (The Man in the Ant Hill)"                     | Vinton Heuck     | Christopher Yost          | 24 de setembro de 2010 (online) 11 de outubro de 2010 (EUA)                       | 005a               |
| Homem-Formiga impede o Garra Sônica de roubar uma amostra rara de vibranium. Apresentando as personagens: Homem-Formiga, Garra Sônica, Vespa, S.H.I.E.L.D., Ultron |                                                                          |                  |                           |                                                                                   |                    |
| 004 | ""Hidra Vive" (HYDRA Lives)"                                             | Vinton Heuck     | Brandon Auman             | 25 de setembro de 2010 (online) 11 de outubro de 2010 (EUA)                       | 001b               |
| A Hidra liberta os Couraçados contra o Homem de Ferro. Apresentando as personagens: Nick Fury, Maria Hill, Couraçado |                                                                          |                  |                           |                                                                                   |                    |
| 005 | ""O Poderoso Thor" (Thor the Mighty)"                                    | Vinton Heuck     | Michael Ryan              | 26 de setembro de 2010 (online) 12 de outubro de 2010 (EUA)                       | 002a               |
| O Poderoso Thor impede a Gangue da Demolição de roubar a tecnologia das Stark Industries. Apresentando as personagens: Thor, Jane Foster, Gangue da Demolição (Destruidor, Maça, Bate-Estaca, Aríete), Heimdall |                                                                          |                  |                           |                                                                                   |                    |
| 006 | ""Contemplem os Mandroids!" (Behold, the Mandroids!)"                    | Vinton Heuck     | Brandon Auman             | 27 de setembro de 2010 (online) 12 de outubro de 2010 (EUA) 9 de dezembro de 2010 | 001c               |
| Homem de Ferro luta conta os soldados Mandroid da S.H.I.E.L.D. |                                                                          |                  |                           |                                                                                   |                    |
| 007 | ""Hulk contra o Mundo" (Hulk vs. the World)"                             | Sebastian Montes | Kevin Burke & Chris Wyatt | 28 de setembro de 2010 (online) 12 de outubro de 2010 (EUA)                       | 003b               |
| Os agentes da S.H.I.E.L.D. Gavião Arqueiro e Viúva Negra se juntam na batalha para abater o Incrível Hulk depois de os Caça-Hulk do General Ross serem derrotados. Apresentando as personagens: Gavião Arqueiro, Viúva Negra, Caça-Hulk |                                                                          |                  |                           |                                                                                   |                    |
| 008 | ""O Cerco de Asgard" (The Siege of Asgard)"                              | Vinton Heuck     | Michael Ryan              | 29 de setembro de 2010 (online) 12 de outubro de 2010 (EUA)                       | 002b               |
| Thor é convocado para defender Asgard de um exército de Gigantes de Gelo, liderados por Loki. Apresentando as personagens: Loki, Sif, Balder, Três Guerreiros (Fandral, Hogun, Volstagg), Odin, Gigantes de Gelo, Ymir |                                                                          |                  |                           |                                                                                   |                    |
| 009 | ""Nick Fury, Agente da S.H.I.E.L.D." (Nick Fury, Agent of S.H.I.E.L.D.)" | Vinton Heuck     | Brandon Auman             | 30 de setembro de 2010 (online) 13 de outubro de 2010 (EUA)                       | 001d               |
| Nick Fury luta contra Ceifador quando ele se infiltra na Gruta para libertar Barão Strucker. Apresentando as personagens: Jimmy Woo, Ceifador, Barão Strucker, Dínamo Escarlate, M.O.D.O.K., Technovore |                                                                          |                  |                           |                                                                                   |                    |
| 010 | ""Este Monstro, Este Herói" (This Monster, This Hero)"                   | Sebastian Montes | Kevin Burke & Chris Wyatt | 1 de outubro de 2010 (online) 13 de outubro de 2010 (EUA)                         | 003c               |
| Gavião Arqueiro e Viúva Negra enfrentam o Hulk. Apresentando as personagens: Abominável, Bobbi Morse, Dr. Samson, Bi-Fera, Líder, Madman, Homem Radioativo |                                                                          |                  |                           |                                                                                   |                    |
| 011 | ""Meu Irmão, Meu Inimigo" (My Brother, My Enemy)"                        | Vinton Heuck     | Michael Ryan              | 2 de outubro de 2010 (online) 13 de outubro de 2010 (EUA)                         | 002c               |
| Thor luta contra seu irmão Loki. |                                                                          |                  |                           |                                                                                   |                    |
| 012 | ""A Ilha do Silêncio" (The Isle of Silence)"                             | Vinton Heuck     | Michael Ryan              | 3 de outubro de 2010 (online) 13 de outubro de 2010 (EUA)                         | 002d               |
| Loki é banido para a Ilha do Silêncio por Odin, onde ele contempla os eventos que o leva até lá. Apresentando as personagens: Encantor, Executor |                                                                          |                  |                           |                                                                                   |                    |
| 013 | ""Entre no Tufão" (Enter the Whirlwind)"                                 | Vinton Heuck     | Christopher Yost          | 4 de outubro de 2010 (online) 14 de outubro de 2010 (EUA)                         | 005b               |
| A Vespa põe um fim na bagunça do Tufão. Apresentando as personagens: Tufão |                                                                          |                  |                           |                                                                                   |                    |
| 014 | ""Conheça o Capitão América" (Meet Captain America)"                     | Sebastian Montes | Paul Giacoppo             | 5 de outubro de 2010 (online) 14 de outubro de 2010 (EUA)                         | 004a               |
| Capitão América lidera uma investida à base da Hidra. Apresentando as personagens: Capitão América, Kang, o Conquistador, Caveira Vermelha, Bucky, Abraham Erskine, Chester Phillips, James Howlett, Comando Selvagem (Jack Fury, Dum Dum Dugan, Gabe Jones, Rebelde Ralston, Dino Manelli, Izzy Cohen, Pinky Pinkerton) |                                                                          |                  |                           |                                                                                   |                    |
| 015 | ""O Caveira Vermelha Ataca!" (The Red Skull Strikes!)"                   | Sebastian Montes | Paul Giacoppo             | 6 de outubro de 2010 (online) 14 de outubro de 2010 (EUA)                         | 004b               |
| Capitão América e Bucky ficam cara a cara com o Caveira Vermelha quando ele encontrou um caminho para Asgard e planeja usar As criaturas de lá contra as Forças Aliadas. |                                                                          |                  |                           |                                                                                   |                    |
| 016 | ""Se Esse For o Fim!" (If This Be Doomsday!)"                            | Sebastian Montes | Paul Giacoppo             | 7 de outubro de 2010 (online) 14 de outubro de 2010 (EUA)                         | 004c               |
| O esquema da Hidra de vencer a Segunda Guerra Mundial sai pela culatra. Apresentando as personagens: Ymir |                                                                          |                  |                           |                                                                                   |                    |
| 017 | ""Bem-Vindo a Wakanda" (Welcome to Wakanda)"                             | Vinton Heuck     | Christopher Yost          | 8 de outubro de 2010 (online) 15 de outubro de 2010 (EUA)                         | 005d               |
| Rei T'Chaka é desafiado a duelar pelo Homem-Macaco pelo controle de Wakanda. Apresentando as personagens: Pantera Negra, Homem-Macaco, T'Chaka, N'Gassi |                                                                          |                  |                           |                                                                                   |                    |
| 018 | ""Eis que Virá um Conquistador!" (Lo, There Shall Come a Conqueror)"     | Sebastian Montes | Paul Giacoppo             | 9 de outubro de 2010 (online) 15 de outubro de 2010 (EUA)                         | 004d               |
| Kang, o Conquistador descobre que sua linha do tempo está de alguma maneira sendo destruída pelo Capitão América. Apresentando as personagens: Ravonna |                                                                          |                  |                           |                                                                                   |                    |
| 019 | ""Cuidado com a Mordida da Viúva!" (Beware the Widow's Bite!)"           | Sebastian Montes | Kevin Burke & Chris Wyatt | 10 de outubro de 2010 (online) 15 de outubro de 2010 (EUA)                        | 003d               |
| Gavião Arqueiro começa a suspeitar da Viúva Negra. |                                                                          |                  |                           |                                                                                   |                    |
| 020 | ""A Casa Grande" (The Big House)"                                        | Vinton Heuck     | Christopher Yost          | 11 de outubro de 2010 (online) 15 de outubro de 2010 (EUA)                        | 005c               |
| Homem-Formiga domina o motim causado por Tufão dentro da Casa Grande, a menor prisão para super-vilões do mundo. S.H.I.E.L.D. descobre que Tufão é um mutante e planeja entregá-lo à Divisão Anti-Mutante. Enquanto isso, Tufão descobre do Pensador Louco que a Casa Grande é uma das quatro prisões para super-vilões e que quando seus sistemas avariam, cada vilão terá a oportunidade de escapar. Apresentando as personagens: Clay Quartermain, Pensador Louco, Gárgula Cinzento, Arnim Zola, Mandril, Graviton |                                                                          |                  |                           |                                                                                   |                    |

## Temporada 1 (2010-2011)
A primeira temporada estreou em 20 de outubro de 2010 com o episódio de duas partes "A Fuga". Este foi seguido pelos episódios "O Nascimento do Homem de Ferro", "O Poderoso Thor", "Hulk contra o Mundo", "Capitão América em Ação" e "O Homem no Formigueiro", os quais todos têm lugar antes dos eventos de "A Fuga". Imagens desse episódio foram usadas para criar um micro-série de episódios de cinco minutos e meio focando em cada personagem. A série teve um hiato depois de "A Dinastia Kang" e retornou em 15 de maio de 2011 nos Estados Unidos. A série estreou na ordem de acordo com o código de produção na Austrália, onde o final da temporada foi ao ar primeiro em 12 de abril de 2011. O season finale então foi ao ar em 26 de junho nos Estados Unidos. A primeira metade da primeira temporada foi lançada na ordem pelo código de produção para vídeo em 26 de abril de 2011. A segunda metade foi lançada, também pelo código de produção, em 25 de outubro de 2011.
| № | #  | Título                                                           | Diretor(es)      | Roteirista(s)             | Estreia original                                          | Código de produção |
| --- | -- | ---------------------------------------------------------------- | ---------------- | ------------------------- | --------------------------------------------------------- | ------------------ |
| 1 | 1  | ""A Fuga - Parte 1" (Breakout, Pt. 1)"                           | Sebastian Montes | Christopher Yost          | 20 de outubro de 2010                                     | 101                |
| Uma fuga em massa ocorre nas quatro grandes prisões para supervilões. Apresentando as personagens: Ideias Mecânicas Avançadas (I.M.A.) (Cientista Supremo), Lucia von Bardas, Zzzax, Nevasca, Constritor, Grifo, Fantasma Vermelho, Super-Macacos, Laser Vivo, Chicote Negro, Chemistro, Rei Cobra, Wendigo, Homem-Púrpura, Barão Zemo |    |                                                                  |                  |                           |                                                           |                    |
| 2 | 2  | ""A Fuga - Parte 2" (Breakout, Pt. 2)"                           | Vinton Heuck     | Christopher Yost          | 20 de outubro de 2010                                     | 102                |
| Homem-Formiga/Homem-Gigante, o Hulk, Homem de Ferro, Thor e a Vespa unem-se para lutar contra Graviton depois de ele fugir da Balsa e perseguir Nick Fury. Baseado em Vingadores #1 e Novos Vingadores #1-3. |    |                                                                  |                  |                           |                                                           |                    |
| 3 | 3  | ""O Nascimento do Homem de Ferro" (Iron Man Is Born!)"           | Vinton Heuck     | Brandon Auman             | 24 de outubro de 2010                                     | 103                |
| Uma compilação dos episódios da micro-série "Iron Man Is Born!", "HYDRA Lives", "Behold, the Mandroids!" e "Nick Fury, Agent of S.H.I.E.L.D.". |    |                                                                  |                  |                           |                                                           |                    |
| 4 | 4  | ""O Poderoso Thor" (Thor the Mighty)"                            | Vinton Heuck     | Michael Ryan              | 24 de outubro de 2010                                     | 104                |
| Uma compilação dos episódios da micro-série "Thor the Mighty", "The Siege of Asgard", "My Brother, My Enemy" e "The Isle of Silence". |    |                                                                  |                  |                           |                                                           |                    |
| 5 | 5  | ""Hulk contra o Mundo" (Hulk vs. the World)"                     | Sebastian Montes | Kevin Burke & Chris Wyatt | 24 de outubro de 2010                                     | 105                |
| Uma compilação dos episódios da micro-série "The Coming of the Hulk", "Hulk Versus the World", "This Monster, This Hero" e "Beware the Widow's Bite!". |    |                                                                  |                  |                           |                                                           |                    |
| 6 | 6  | ""Capitão América em Ação" (Meet Captain America)"               | Sebastian Montes | Paul Giacoppo             | 24 de outubro de 2010                                     | 106                |
| Uma compilação dos episódios da micro-série "Meet Captain America", "The Red Skull Strikes!", "If This Be Doomsday!" e "Lo, There Shall Come a Conqueror". |    |                                                                  |                  |                           |                                                           |                    |
| 7 | 7  | ""O Homem no Formigueiro" (The Man in the Ant Hill)"             | Vinton Heuck     | Christopher Yost          | 24 de outubro de 2010                                     | 107                |
| Uma compilação dos episódios da micro-série "The Man in the Ant Hill", "Enter the Whirlwind", "The Big House" e "Welcome to Wakanda". |    |                                                                  |                  |                           |                                                           |                    |
| 8 | 8  | ""A União Faz a Força" (Some Assembly Required)"                 | Sebastian Montes | Brandon Auman             | 27 de outubro de 2010                                     | 108                |
| Os Vingadores vão para a Mansão dos Vingadores, enquanto o Hulk é magicamente manipulado por Encantor para atacá-los. Baseado em Vingadores #2 e Clássico Vingadores #2. |    |                                                                  |                  |                           |                                                           |                    |
| 9 | 9  | ""Lenda Viva" (Living Legend)"                                   | Vinton Heuck     | Kevin Burke & Chris Wyatt | 3 de novembro de 2010                                     | 109                |
| Depois de o corpo do Capitão América ser descoberto no Ártico, Arnim Zola libera Massudo em Nova Iorque para distrair os Vingadores enquanto Barão Zemo luta contra Capitão América. Baseado em Vingadores #4. Apresentando as personagens: Massudo, Howard Stark |    |                                                                  |                  |                           |                                                           |                    |
| 10 | 10 | ""Tudo Está uma Maravilha" (Everything Is Wonderful)"            | Vinton Heuck     | Brandon Auman             | 10 de novembro de 2010                                    | 110                |
| Com raiva por Tony comprar sua companhia, Simon Williams torna-se um ser de energia iônica, Magnum, para se vingar. Enquanto isso, Vespa e Thor perseguem um grupo de agentes da I.M.A., encontrando seu esconderijo secreto e um outro vilão, M.O.D.O.K. Baseado em Vingadores #9. Apresentando as personagens: Magnum |    |                                                                  |                  |                           |                                                           |                    |
| 11 | 11 | ""O Ataque do Pantera" (Panther's Quest)"                        | Sebastian Montes | Paul Giacoppo             | 17 de novembro de 2010                                    | 111                |
| T'Challa, o novo Pantera Negra, conhece os Vingadores e conta a eles que seu país foi derrubado pelo Homem-Macaco. Quando os Vingadores chegam à Wakanda, eles não só têm de ajudar T'Challa a reclamar o trono de sua família e seu país, mas também têm de lidar com Garra Sônica, o Ceifador e a HIDRA. |    |                                                                  |                  |                           |                                                           |                    |
| 12 | 12 | ""Planeta Gama - Parte 1" (Gamma World, Pt. 1)"                  | Vinton Heuck     | Michael Ryan              | 26 de novembro de 2010                                    | 112                |
| O Líder colocou uma cúpula expansível de pura radiação gama ao redor do Cubo, com todos os presos dentro dela sendo transformados em um Monstro Gama. Os Vingadores devem entra na cúpula para destruir o gerador enquanto enfrentam hordas de Monstros Gama - incluindo agentes da S.H.I.E.L.D. transformados, Zzzax e Os Alienígenas e a Gangue da Demolição recém-aumentados pela energia gama. Enquanto isso, no esconderijo da HIDRA em Nova Iorque, Gavião Arqueiro apanha a Viúva Negra. Apresentando as personagens: Madame Hidra |    |                                                                  |                  |                           |                                                           |                    |
| 13 | 13 | ""Planeta Gama - Parte 2" (Gamma World, Pt. 2)"                  | Sebastian Montes | Michael Ryan              | 26 de novembro de 2010                                    | 113                |
| Com os Vingadores transformados em Monstros Gama, Gavião Arqueiro deve convencer o Hulk a ajudá-lo a deter o Líder e o Abominável enquanto Thor (que não foi afetado pela cúpula) luta contra o Homem-Absorvente. |    |                                                                  |                  |                           |                                                           |                    |
| 14 | 14 | ""Os Mestres do Mal" (Masters of Evil)"                          | Sebastian Montes | Christopher Yost          | 5 de dezembro de 2010                                     | 114                |
| Com Magnum, Encantor, Executor, Dínamo Escarlate e Abominável ao seu lado, Barão Zemo os lidera como os Mestres do Mal a uma sistemática queda dos Vingadores. Gavião Arqueiro e Pantera Negra ajudam Homem-Formiga/Homem-Gigante a esgueirar-se em seu laboratório para "equilibrar as chances". Baseado em Vingadores #274-277. |    |                                                                  |                  |                           |                                                           |                    |
| 15 | 15 | ""459""                                                          | Vinton Heuck     | Joelle Sellner            | 12 de dezembro de 2010                                    | 115                |
| Vespa e os Vingadores conhecem Capitão Mar-Vell e se juntam a ele para deter um Sentinela Kree de destruir o planeta. Mais tarde, Mar-Vell decide voltar ao espaço para atrasar uma invasão Kree à Terra, enquanto Carol Danvers descobre que ganhou super-poderes. Baseado no MARVEL Super-Heroes #12-13. Apresentando as personagens: Capitão Mar-Vell, Carol Danvers, Sentinela-459, Yon-Rogg, Inteligência Suprema (pequena participação)                                                                                             |    |                                                                  |                  |                           |                                                           |                    |
| 16 | 16 | ""O Ferrão da Viúva" (Widow's Sting)"                            | Vinton Heuck     | Kevin Burke & Chris Wyatt | 19 de dezembro de 2010                                    | 116                |
| Gavião Arqueiro, Capitão América, Pantera Negra e o agente Harpia da S.H.I.E.L.D. infiltram-se na HIDRA para encontrar a Viúva Negra - muito para o desgosto de Nick Fury. Apresentando as personagens: Skrulls, Harpia |    |                                                                  |                  |                           |                                                           |                    |
| 17 | 17 | ""O Homem que Roubou o Amanhã" (The Man Who Stole Tomorrow)"     | Sebastian Montes | Andrew Robinson           | 9 de janeiro de 2011                                      | 117                |
| Kang, o Conquistador vem do século 41 para destruir o Capitão América, quem ele acredita que possa em breve fazer com que sua linha do tempo deixe de existir. Baseado em Vingadores #8. Apresentando as personagens: Quarteto Fantástico (Senhor Fantástico, Mulher Invisível, Tocha Humana, Coisa) apenas em foto |    |                                                                  |                  |                           |                                                           |                    |
| 18 | 18 | ""A Vinda do Conquistador" (Come the Conqueror)"                 | Vinton Heuck     | Eugene Son                | 16 de janeiro de 2011                                     | 118                |
| Os Vingadores afastam a invasão de Kang à Terra enquanto Homem de Ferro tenta localizar a nave de Kang. Os ex-pacíficos robôs Ultron usados na Prisão 42 são usados como uma arma para ajudar a acabar com a invasão de Kang. Apresentando as personagens: Cavaleiro Negro, Jasper Sitwell |    |                                                                  |                  |                           |                                                           |                    |
| 19 | 19 | ""A Dinastia Kang" (The Kang Dynasty)"                           | Sebastian Montes | Brian Reed                | 23 de janeiro de 2011                                     | 119                |
| Os Vingadores atacam a nave de Kang com a ajuda dos últimos Ultrons. Eles derrotam Kang, que os diz que o pior está por vir. Apresentando as personagens: H.E.R.B.I.E. |    |                                                                  |                  |                           |                                                           |                    |
| 20 | 20 | ""O Cofre dos Invernos Antigos" (The Casket of Ancient Winters)" | Sebastian Montes | Paul Giacoppo             | 4 de abril de 2011 (Austrália) 15 de maio de 2011 (EUA)   | 120                |
| Os Vingadores devem impedir Malekith, o Amaldiçoado depois de ele obter o Cofre dos Antigos Invernos (uma relíquia antiga capaz de liberar uma inverno eterno na Terra). Apresentando as personagens: Elfos Negros (Malekith, o Maldito) |    |                                                                  |                  |                           |                                                           |                    |
| 21 | 21 | ""Salve a HIDRA!" (Hail, HYDRA!)"                                | Vinton Heuck     | Kevin Burke & Chris Wyatt | 5 de abril de 2011 (Austrália) 22 de maio de 2011 (EUA)   | 121                |
| A Viúva Negra pede ajuda aos Vingadores para devolver o Cubo Cósmico antes que a I.M.A. e a HIDRA destruam o mundo lutando por ele. No meio do fogo cruzado na cidade, Maria Hill - a agora diretora interina da S.H.I.E.L.D. na ausência de Nick Fury - entrega aos Vingadores um triste ultimato: ou eles se tornam agentes registrados da S.H.I.E.L.D. ou serão caçados como criminosos. |    |                                                                  |                  |                           |                                                           |                    |
| 22 | 22 | ""Ultron-5""                                                     | Sebastian Montes | Brandon Auman             | 6 de abril de 2011 (Austrália) 29 de maio de 2011 (EUA)   | 122                |
| Homem-Formiga, cansado da violência interminável, abandona a equipe, enquanto Ultron tenta trazer a paz. Apresentando as personagens: Sociedade da Serpente (Anaconda, Surucucu (Quincy McIver), Víbora, Cascavel) |    |                                                                  |                  |                           |                                                           |                    |
| 23 | 23 | ""O Imperativo Ultron" (The Ultron Imperative)"                  | Vinton Heuck     | Brandon Auman             | 7 de abril de 2011 (Austrália) 5 de junho de 2011 (EUA)   | 123                |
| A equipe está devastada pela perda de Thor (que foi salvo pela Encantor, que hipnotizou-o para ele viver com ela). Homem de Ferro e Homem-Formiga estão prestes a destruir todos os Ultron remanescentes inconscientes. |    |                                                                  |                  |                           |                                                           |                    |
| 24 | 24 | ""Essa Terra Refém" (This Hostage Earth)"                        | Sebastian Montes | Michael Ryan              | 8 de abril de 2011 (Austrália) 12 de junho de 2011 (EUA)  | 124                |
| Os Mestres do Terror (agora com Chemistro, Gárgula Cinzento e Laser Vivo) elaboram uma invasão de grande escala à Terra e, a menos que os Vingadores possam detê-los, as legiões dos Nove Reinos estão vindo à Terra. Apresentando a personagem: Karnilla |    |                                                                  |                  |                           |                                                           |                    |
| 25 | 25 | ""A Queda de Asgard" (The Fall of Asgard)"                       | Vinton Heuck     | Christopher Yost          | 11 de abril de 2011 (Austrália) 19 de junho de 2011 (EUA) | 125                |
| Perdidos e separados, os Vingadores lutam para sobreviver nos Nove Reinos que agora estao sendo dominados pelo Loki. Apresentando as personagens: Hela, Ulik, Anões (Eitri), Elfos da Luz (Faradei), Valquíria |    |                                                                  |                  |                           |                                                           |                    |
| 26 | 26 | ""Um Dia como Nenhum Outro" (A Day Unlike Any Other)"            | Sebastian Montes | Christopher Yost          | 12 de abril de 2011 (Austrália) 26 de junho de 2011 (EUA) | 126                |
| Os Vingadores lutam contra Loki (que usurpou o poder da Força de Odin na ausência de Thor) em Asgard enquanto os outros reinos caem. Apresentando as personagens: Hoarfen, Serpente de Midgard |    |                                                                  |                  |                           |                                                           |                    |

## Temporada 2 (2012)
| № | #     | Título                                                                                                   | Estreia original | Código de produção             | Diretor(es)                                                                                            | Roteirista(s) |
| --- | ----- | --- | ---------------- | ------------------------------ | --- | ------------- |
| 27 | 1     | ""A Guerra Particular do Doutor Destino" (The Private War of Doctor Doom)"                               | Gary Hartle      | Christopher Yost               | 1 de abril de 2012                                                                                     | 201           |
| Forças do Doutor Destino atacam os Vingadores e o Quarteto Fantástico, sequestrando a Vespa e a Mulher Invisível. Enquanto os outros heróis defendem Nova york do exército de robôs de Destino e tentam resgatar suas parceiras, eles ponderam qual será o objetivo que Destino busca com um ataque aparentemente aleatório e sem propósito. Apresentando as personagens: Doutor Destino |       | |                  |                                | |               |
| 28 | 2     | ""Sozinho Contra a IMA" (Alone Against A.I.M.)"                                                          | Boyd Kirkland    | Kevin Burke & Chris Wyatt      | 8 de abril de 2012                                                                                     | 202           |
| A Diretora em exercício da S.H.I.E.L.D., Maria Hill, discute com Tony Stark a ideia da Lei de Registro de Super-Heróis. Enquanto isso, o Cientista Supremo da IMA lança o vírus Technovore, criando uma distração para Tony, sem sua armadura, enquanto os agentes da IMA enfrentam o Pantera Negra, Capitão América e James Rhodes (agora na armadura de Máquina de Combate), na tentativa de roubar tecnologia das Indústrias Stark. |       | |                  |                                | |               |
| 29 | 3     | ""Atos de Vingança" (Acts of Vengeance)"                                                                 | Roy Burdine      | Michael Ryan                   | 15 de abril de 2012                                                                                    | 203           |
| Encantor busca vingança contra o Barão Zemo e os Mestres do Terror por traí-la, e os supervilões restantes buscam a proteção dos Vingadores. Enquanto isso, em Asgard, Thor, Odin, e Balder descobrem que o selo da prisão do demônio de fogo Surtur foi rompido. Apresentando as personagens: Surtur |       | |                  |                                | |               |
| 30 | 4     | ""Bem-Vindos ao Império Kree" (Welcome to the Kree Empire)"                                              | Boyd Kirkland    | Paul Giacoppo                  | 22 de abril de 2012                                                                                    | 204           |
| Uma nave Kree conduzida por Ronan, o Acusador, ataca uma nave da E.S.P.A.D.A. Enquanto Abigail Brand enfrenta os soldados Kree no espaço, os Vingadores são auxiliados por Miss Marvel na luta contra Ronan e um exército Kree na Terra. Apresentando as personagens: Ronan, o Acusador, Abigail Brand, Henry Peter Gyrich, Sydren, Kalum Lo |       | |                  |                                | |               |
| 31 | 5     | ""O Roubo do Homem-Formiga" (To Steal an Ant-Man)"                                                       | Roy Burdine      | Brandon Auman                  | 29 de abril de 2012                                                                                    | 205           |
| Quando o uniforme de Homem-Formiga/Gigante de Hank Pym é roubado, ele recorre aos Heróis de Aluguel para encontrar o ladrão, mas Pym logo descobre que não se trata de um furto comum. Apresentando as personagens: Luke Cage, Punho de Ferro, Scott Lang, Cassandra Lang, William Cross, Señor Muerte, Spear, Mangler, Gideon Mace, Cockroach Hamilton, Big Ben Donovan, Piranha Jones, Foice |       | |                  |                                | |               |
| 32 | 6     | ""Michael Korvac""                                                                                       | Boyd Kirkland    | Dan Abnett & Andy Lanning      | 6 de maio de 2012                                                                                      | 206           |
| Quando um homem misterioso conhecido como Michael Korvac é encontrado, os Vingadores devem descobrir o que aconteceu com ele - enquanto o protegem de uma equipe que veio em seu encalço: os Guardiões da Galáxia. Apresentando as personagens: Michael Korvac, Guardiões da Galáxia (Star-Lord, Adam Warlock, Groot, Rocket Raccoon, Quasar), Corrina Korvac |       | |                  |                                | |               |
| 33 | 7     | ""Em Quem Você Confia?" (Who Do You Trust?)"                                                             | Gary Hartle      | Brian Reed                     | 13 de maio de 2012                                                                                     | 207           |
| Após uma longa ausência, Nick Fury retorna, reunindo em segredo uma equipe de heróis (ele, Viúva Negra, Harpia e Tremor) para reunir informações sobre a invasão iminente dos Skrulls à Terra. Ele avisa o Homem de Ferro que os Skrulls invadirão o planeta logo - e que um deles pode estar escondido entre os Vingadores. A equipe é rapidamente dissolvida pela paranoia e desconfiança. Apresentando as personagens: Tremor, Veranke |       | |                  |                                | |               |
| 34 | 8     | ""A Canção de Bill Raio Beta" (The Ballad of Beta Ray Bill)"                                             | Steve Gordon     | Michael Ryan                   | 20 de maio de 2012                                                                                     | 208           |
| Enquanto procura Surtur no reino de Midgard, Thor é atacado por uma criatura poderosa conhecida como Bill Raio Beta - que também se mostra capaz de erguer e manipular Mjolnir. Thor e Sif se veem aliados a este guerreiro estranho (que parece ter seus próprios motivos para odiar Surtur) para salvar toda Asgard de ser reduzida a cinzas pelo senhor dos demônios de Muspelheim. Apresentando as personagens: Bill Raio Beta |       | |                  |                                | |               |
| 35 | 9     | ""Pesadelo Vermelho" (Nightmare in Red)"                                                                 | Boyd Kirkland    | Mark Parsons                   | 30 de maio de 2012 (Australia) 24 de junho de 2012 (United States)                                     | 209           |
| Um Hulk misterioso de pele vermelha ataca o Aeroporta-Aviões da S.H.I.E.L.D. Enquanto a Vespa e o Capitão América enfrentam este novo gigante (que Maria Hill acredita veementemente que seja um Hulk renegado), o Gavião Arqueiro tenta zelar pela segurança de um Bruce Banner reticente. Apresentando as personagens: Hulk Vermelho, Falcão, Glenn Talbot |       | |                  |                                | |               |
| 36 | 10    | ""Prisioneiro de Guerra" (Prisoner of War)"                                                              | Steve Gordon     | Kevin Burke & Chris Wyatt      | 31 de maio de 2012 (Australia) 1 de julho de 2012 (United States)                                      | 210           |
| Após ser prisioneiro dos Skrulls por meses, o Capitão América se une a outros prisioneiros, inclusive alguns de seus inimigos, para fugir. Mas para fazer isso, eles primeiro devem passar pelo poderoso Super-Skrull... Apresentando as personagens: Galactus (somente em flashback), Super-Skrull (Kl'rt) |       | |                  |                                | |               |
| 37 | 11    | ""A Infiltração" (Infiltration)"                                                                         | Roy Burdine      | Christopher Yost               | 4 de junho de 2012 (Australia) 8 de julho de 2012 (United States)                                      | 211           |
| A invasão Skrull à Terra começou - e Wakanda é o primeiro alvo. Miss Marvel surge para o resgate, mas deve lidar com um Pantera Negra teimoso e uma equipe de Skrulls se passando pelos Vingadores. Nesse meio tempo, o Homem de Ferro tenta criar uma tecnologia capaz de diferenciar Skrulls de humanos, e acaba recebendo ajuda do mais improvável dos aliados: o Doutor Destino. |       | |                  |                                | |               |
| 38 | 12    | ""Invasão Secreta" (Secret Invasion)"                                                                    | Boyd Kirkland    | Christopher Yost               | 5 de junho de 2012 (Australia) 15 de julho de 2012 (United States)                                     | 212           |
| Os Skrulls invadiram o planeta inteiro e utilizam a posição de respeito do Capitão América para convencer os humanos a se renderem. Quando Gavião Arqueiro, Vespa e Miss Marvel são capturados pelo exército de Super-Skrulls da Rainha Veranke, tudo parece perdido - até que o Homem de Ferro e Thor se reúnem com o verdadeiro Capitão América em um último esforço para repelir o massacre Skrull e salvar a Terra. Introducing characters: Super-Skrulls (Criti Noll, Rl'nnd) |       | |                  |                                | |               |
| 39 | 13    | ""...E Surgiu uma Aranha" (Along Came a Spider...)"                                                      | Roy Burdine      | Christopher Yost               | 6 de junho de 2012 (Australia) 22 de julho de 2012 (United States)                                     | 213           |
| Enquanto tenta reconquistar a confiança do público após a derrota dos Skrulls, o Capitão América se une ao igualmente considerado suspeito Homem-Aranha para enfrentar a Irmandade da Serpente, quando estes tentam resgatar a Víbora e o Rei Cobra da custódia da S.H.I.E.L.D. Apresentando as personagens: Homem-Aranha, J. Jonah Jameson, Robbie Robertson, Betty Brant |       | |                  |                                | |               |
| 40 | 14    | ""Cuidado... O Visão" (Behold... The Vision!)"                                                           | Roy Burdine      | Michael Ryan                   | 7 de junho de 2012 (Australia) 29 de julho de 2012 (United States)                                     | 214           |
| Acompanhado de Thor e do Gavião Arqueiro, o Capitão América, ainda tentando restaurar a esperança e ordem no mundo após a invasão Skrull, viaja até Wakanda para ter seu escudo consertado e convencer o Pantera Negra a retornar à equipe. Mas uma figura misteriosa conhecida somente como o Visão surge para roubar o escudo - bem como o suprimento de vibranium de Wakanda. Apresentando as personagens: Visão, Professor Thorton, Malcolm Colcord |       | |                  |                                | |               |
| 41 | 15    | ""Sem Poderes" (Powerless)"                                                                              | Steve Gordon     | Man of Action & Danielle Wolff | 11 de junho de 2012 (Australia) 5 de maio de 2013 (United States) 25 de setembro de 2012 (DVD release) | 215           |
| Encantor, como parte dos planos de seu mestre Surtur, oferece a Loki uma chance de se vingar de Thor e dos Vingadores por frustrar sua conquista dos Nove Reinos, e utiliza um feitiço para retirar os poderes de Thor, Capitão América, e Homem de Ferro. Agora, os heróis indefesos devem derrotar Loki - cuja alma agora comanda uma poderosa arma asgardiana conhecida como o Destruidor - sem suas habilidades. Apresentando as personagens: Destruidor |       | |                  |                                | |               |
| 42 | 16    | ""Ataque à 42" (Assault on 42)"                                                                          | Steve Gordon     | Brian Reed                     | 12 de junho de 2012 (Australia) 5 de agosto de 2012 (United States)                                    | 216           |
| Presos na Zona Negativa, os Vingadores devem unir forças com seus inimigos - inclusive ex-membros dos Mestres do Terror - para enfrentar um exército de estranhas criaturas insetoides que formaram um cerco à Prisão 42. Apresentando as personagens: Annihilus |       | |                  |                                | |               |
| 43 | 17    | ""Ultron Ilimitado" (Ultron Unlimited)"                                                                  | Roy Burdine      | Christopher Yost               | 13 de junho de 2012 (Australia) 19 de agosto de 2012 (United States)                                   | 217           |
| Os Vingadores são emboscados e capturados, um a um, pela equipe de Vingadores sintezoides de Ultron, como parte do plano do androide renegado de livrar o mundo dos humanos "imperfeitos", aperfeiçoar-se, e construir uma parceira. Apresentando as personagens: Jocasta |       | |                  |                                | |               |
| 44 | 18    | ""Jaqueta Amarela" (Yellowjacket)"                                                                       | Boyd Kirkland    | Man of Action & James Felder   | 14 de junho de 2012 (Australia) 9 de setembro de 2012 (United States)                                  | 218           |
| Hank aparentemente morre em uma explosão misteriosa em seu laboratório na faculdade, mas enquanto os Vingadores e seus amigos choram a perda de seu companheiro de batalha, um novo e destemido vigilante - possuidor dos mesmos poderes e tecnologia do Homem-Formiga/Gigante e da Vespa e auto-intitulado "Jaqueta Amarela" - começa a derrotar os membros da Irmandade da Serpente. Apresentando as personagens: Jaqueta Amarela |       | |                  |                                | |               |
| 45 | 19    | ""Imperador Stark" (Emperor Stark)"                                                                      | Boyd Kirkland    | Christopher Yost               | 18 de junho de 2012 (Australia) 16 de setembro de 2012 (United States)                                 | 219           |
| Visão desperta após um mês de reparos e descobre que Tony Stark e seus companheiros Vingadores dominaram o mundo. Com um planeta inteiro contra ele, o Visão deve chegar ao fundo da "utopia" de Tony Stark - e acaba descobrindo uma figura improvável como o verdadeiro poder por trás do trono dos Vingadores. Apresentando as personagens: Homem-Púrpura |       | |                  |                                | |               |
| 46 | 20    | ""Código Vermelho" (Code Red)"                                                                           | Roy Burdine      | Man of Action                  | 19 de junho de 2012 (Australia) 23 de setembro de 2012 (United States)                                 | 220           |
| Gases misteriosos fazem os Vingadores adoecerem - com exceção do Homem de Ferro, protegido pela armadura. Agora o Vingador Dourado deve correr contra o tempo para sintetizar uma cura para os infectados, enquanto a equipe encara a perspectiva de entrar em quarentena por ordem do Secretário de Defesa dos EUA Dell Rusk, que enviou Doc Samson, Falcão, o Hulk Vermelho e o Soldado Invernal para prendê-los. Quando o Capitão América é capturado pelo Soldado Invernal e trazido diante de Dell Rusk, ele descobre que o enigmático Secretário guarda um segredo diabólico do passado do Supersoldado. Apresentando as personagens: Soldado Invernal |       | |                  |                                | |               |
| 47 | 21    | ""Soldado Invernal" (Winter Soldier)"                                                                    | Boyd Kirkland    | Man of Action & James Felder   | 20 de junho de 2012 (Australia) 30 de setembro de 2012 (United States)                                 | 221           |
| O Capitão América investiga o mistério do Soldado Invernal e solicita a ajuda de Nick Fury para encontrá-lo quando o Caveira Vermelha escapa da prisão e robôs gigantes se erguem como parte do plano de contingência do fundador da Hidra para destruir Washington. Apresentando as personagens: Valentina Allegra de Fontaine (flashback only) |       | |                  |                                | |               |
| 48 | 22    | ""O Homem Mais Mortal do Mundo" (The Deadliest Man Alive)"                                               | Steve Gordon     | Man of Action                  | 21 de junho de 2012 (Australia) 7 de outubro de 2012 (United States)                                   | 222           |
| Quando o Hulk é inocentado dos crimes cometidos pelo Hulk Vermelho, os Vingadores descobrem que a fraude perpetrada pelo invasor Skrull disfarçado de Capitão América tornou o Gigante Esmeralda ainda mais instável que antes. Enquanto isso, o enigmático Hulk Vermelho retorna com um plano para tomar o lugar do Hulk entre os Vingadores. |       | |                  |                                | |               |
| 49 | 23    | ""Novos Vingadores" (New Avengers)"                                                                      | Steve Gordon     | Christopher Yost               | 25 de junho de 2012 (Australia) 14 de outubro de 2012 (United States)                                  | 223           |
| Kang, o Conquistador, é libertado da prisão por suas versões de linhas temporais alternativas e tenta conquistar o mundo novamente, desta vez prendendo os Vingadores em um vácuo temporal para impedi-los de atrapalhar seus planos. Agora, uma nova equipe de heróis (Homem-Aranha, Máquina de Combate, Wolverine, Punho de Ferro, Luke Cage e o Coisa) devem se unir para impedir o massacre transtemporal. Apresentando as personagens: Wolverine |       | |                  |                                | |               |
| 50–51 | 24–25 | ""Operação Tempestade Galáctica" (Operation Galactic Storm) - Que Vivam ou Morram [ Live Kree or Die ]." | Boyd Kirkland    | Christopher Yost               | 26 de junho de 2012 (Australia) 21 de outubro de 2012 (United States)                                  | 224 - 225     |
| Os Kree tentam criar um portal ligando nosso sistema solar à sua galáxia, o que consequentemente destruirá o Sol e toda a vida na Terra - bem como Kang, o Conquistador, havia previsto. Os Vingadores e o Capitão Marvel vão até o espaço para impedir isto, mas será que chegarão a tempo? Apresentando as personagens: Peter Corbeau Os Vingadores chegam a Hala, o planeta natal dos Kree, mas descobrem que nao sao bem-vindos ali - mesmo com a ajuda do Capitao Marvel. Agora os Vingadores teram que lutar contra a Inteligencia Suprema e a armada Kree.                                                                                            |       | |                  |                                | |               |
| 52 | 26    | " Avante Vingadores ´ [ Avengers Assemble ]"                                                             | Steve Gordon     | Christopher Yost               | 28 de junho de 2012 (Austrália) 11 de novembro de 2012 (Estados Unidos)                                | 226           |
| Os Vingadores agora vao ter que salvar do devorador de mundos conhecido como Galactus que junto com os seus arautos veio para consumir o planeta. Apresentando as personagens: Galactus e os seus Arautos. |       | |                  |                                | |               |